# Campionati mondiali di nuoto paralimpico 2017
I Campionati mondiali di nuoto paralimpico 2017 si sono svolti dal 2 al 7 dicembre 2017 a Città del Messico.

## Sede di gara
Le gare si sono tenute all'Alberca Olímpica Francisco Márquez.

## Medagliere
Di seguito le prime 10 posizioni del medagliere
| Pos. | Paese       | Oro | Argento | Bronzo | Totale |
| ---- | ----------- | --- | ------- | ------ | ------ |
| 1    | Cina        | 30  | 16      | 10     | 56     |
| 2    | Stati Uniti | 21  | 20      | 13     | 54     |
| 3    | Italia      | 20  | 10      | 8      | 38     |
| 4    | Brasile     | 18  | 9       | 9      | 36     |
| 5    | Bielorussia | 11  | 7       | 2      | 20     |
| 6    | Spagna      | 10  | 16      | 19     | 45     |
| 7    | Colombia    | 9   | 2       | 2      | 13     |
| 8    | Messico     | 6   | 14      | 14     | 34     |
| 9    | Germania    | 4   | 6       | 2      | 12     |
| 10   | Polonia     | 3   | 4       | 3      | 10     |